# رنگ محلی
رنگ محلی (انگلیسی: Local Color) یک فیلم سینمایی درام آمریکایی محصول سال ۲۰۰۶ به کارگردانی و نویسندگی جورج گالو و بازیگران اصلی فیلم آرمین مولر-اشتال، ری لیوتا و تره‌ور مورگن هستند.